# Islamische Front
Die Islamische Front (arabisch الجبهة الإسلامية al-Dschabha al-Islāmiyya) ist ein Bündnis aus sieben islamistischen Oppositionsgruppen im Bürgerkrieg in Syrien. Sie wurde am 22. November 2013 gegründet und stellt das zu dieser Zeit größte Oppositionsbündnis dar (einer Schätzung zufolge bestehend aus mindestens 45.000 Kämpfern).
Gründungsmitglieder sind die islamistischen Ahrar asch-Scham, die in Idlib basierende Syrische Islamische Befreiungsfront, At-Tauhid-Brigade (größte Oppositionsgruppe in Aleppo), die in Damaskus operierende Dschaisch al-Islam (Armee des Islam), die in Homs beheimatete Liwaʾ al-Haqq, die Kurdisch Islamische Front (al-Dschabha al-Islamiya al-Kurdiya) und die Syrische Islamische Front. Erklärtes Ziel des Bündnisses ist der Sturz der Assad-Regierung und die Errichtung eines islamischen Staates. Dabei soll auch mit der Freien Syrischen Armee kooperiert werden. Als wichtigster Unterstützer der Islamischen Front gilt wie schon für den islamistischen Extremismus vor dem Syrienkonflikt das Königreich Saudi-Arabien.
Anführer der Islamischen Front ist Ahmed Issa al-Scheich (Suqur asch-Scham), vormals Anführer der Syrischen Islamischen Befreiungsfront. Sein Stellvertreter ist Abu Omar Hreitan von der At-Tauhid-Brigade. Leiter der militärischen Operationen ist Zahran Allousch von der Dschaisch al-Islam. Leiter des Politbüros ist Hassan Abboud, Anführer der Syrischen Islamischen Front.
Die Mitglieder sollten über einen Zeitraum von drei Monaten organisatorisch komplett vereinigt werden. Die Existenz der Mitgliedsgruppen sollte damit erlöschen. Auch im Mai 2015 waren aber einzelne Komponenten wie die Ahrar asch-Scham (die inzwischen größte Mitgliedsgruppe) und Dschaisch al-Islam (zweitgrößte) unterscheidbar. Nach Informationen von Foreign Policy ist die Islamische Front faktisch bereits 2014 wieder zerfallen und besteht nur noch dem Namen nach.

## Ideologie
Die Islamische Front strebt nach eigener Aussage einen islamischen Staat an, distanziert sich jedoch von der gleichnamigen Terrororganisation. Dem US-amerikanischen Politologen Joshua Landis zufolge ähnelt die Ideologie der Islamischen Front stark der von al-Qaida – beide glorifizierten das Kalifat, lehnten Demokratie ab und verföchten ihre Interpretation der Scharia, hießen ausländische Kämpfer aus der islamischen Umma willkommen und zögen das schwarze Banner des Islam der syrischen Nationalflagge vor.
Ihr Militärführer Zahran Alloush, Sohn eines in Saudi-Arabien lebenden salafistischen Klerikers, hatte sich mehrfach in der Öffentlichkeit abfällig oder aggressiv gegenüber Andersgläubigen geäußert. So bezeichnete er Schiiten als „unrein“ oder als rāfida („Ablehner“) und erklärte mit Bezug auf diese, dass dieser „Dreck“ von asch-Schām (d. h. Groß-Syrien) fortgespült werden müsste. Ebenso verlangte er, Syrien von den „schmutzigen Werken und Untaten“ der Alawiten, die er mit dem Schimpfwort „Nusairi“ bezeichnet, zu befreien.

## Ziele
Laut der Gründungscharta der Islamischen Front sind die selbsterklärten Ziele:
- Der Sturz des Regimes und die Herstellung von Sicherheit im gesamten Syrien
- Die Arbeit zur Verankerung der Religion im Individuum, der Gesellschaft und dem Staat
- Die Bewahrung der islamischen Identität in der Gesellschaft und die Schaffung einer vollwertigen islamischen Persönlichkeit
- Der Wiederaufbau Syriens auf untadeliger Grundlage von Gerechtigkeit, Unabhängigkeit und Solidarität im Einklang mit den Prinzipien des Islam
- Die aktive Partizipation bei der Entwicklung der Gesellschaft
- Die Ausbildung gebildeter Führungskräfte für alle Lebensbereiche